# Globba kerrii
Globba kerrii är en enhjärtbladig växtart som beskrevs av William Grant Craib. Globba kerrii ingår i släktet Globba och familjen Zingiberaceae. Inga underarter finns listade i Catalogue of Life.